# Јована Бракочевић
Јована Бракочевић Канцијан (5. март 1988) је српска одбојкашица и репрезентативка из Зрењанина. Почела је да тренира одбојку у четвртом разреду основне школе „2. октобар“, да би већ у осмом као петнаестогодишњакиња дебитовала за сениорски тим Поштара. Исте године је дебитовала за кадетску репрезентацију СРЈ на квалификационом турниру за Европско првенство у Либерецу.
Прво велико такмичење на којем је наступала за сениорску репрезентацију је било светско првенство у Јапану 2006. године када је репрезентација Србије и Црне Горе (без играчица из Црне Горе) освојила 3. место и тиме постигла највећи успех у историји. Јована је мало играла, али је сваки минут искористила на најбољи могући начин, и већ у следећој сезони постала кључна играчица и на клупском и на репрезентативном нивоу.
Други наступ на великим такмичењима имала је на Европском првенству 2007. године, овога пута са репрезентацијом Србије и освојила су сребрну медаљу. Јована је била једна од најбољих играчица на првенству.
На Европском првенству 2011. одржаном у Италији и Србији са репрезентацијом Србије освојила је златну медаљу и проглашена за најкориснију играчицу првенства. Велики успех са репрезентацијом је остварила на Олимпијади у Рију кад је освојена сребрна медаља.
Удата је за бившег италијанског одбојкаша, а садашњег бизнисмена, Марчела Канзијана са којим има сина Виктора.

## Признања
- Најбољи сервер Европског првенства 2007.
- Најбољи смечер Европске лиге 2010.
- Најкориснија играчица и најбољи смечер Европске лиге 2011
- Најкориснија играчица Европског првенства 2011.
- Најбоља спортисткиња по избору Олимпијског комитета Србије 2011.
- Мајска награда
- Најбоља спортисткиња Војводине 2007. и 2011.